# Kenpi
Pour les articles homonymes, voir Kenpi (homonymie).
Le kenpi (けんぴ) ou imo-kenpi (芋けんぴ), où imo (芋) signifie « patate », et plus spécifiquement « patate douce », est un amuse-gueule japonais typique de la préfecture de Kōchi.
Il s'agit de patates douces confites taillées en frites, mais dont la consistance est ferme et le goût sucré. 